# Ідіолект
Ідіоле́кт (від грец. ἴδιος — «свій», «своєрідний», «особливий» + (діа)лект) — сукупність формальних і стилістичних особливостей, властивих мовленню окремого носія певної мови. Термін «ідіолект» було створено аналогічно до терміна «діалект» для позначення індивідуальних варіацій мови на відміну від групових (територіальних, соціальних тощо).
Ідіолект завжди є представником певного ідіому (літературної мови, територіального чи соціального діалекту, говірки та ін.), поєднуючи в собі загальні й специфічні риси його структури, норми та узусу.
Ідіолект не показує відмінні риси індивідуальної мови, він є сукупністю всіх мовленнєвих засобів індивіда. Ідіолект як індивідуальна система складається з органічних і набутих характеристик, поєднує в собі індивідуальне та групове. З ідіолектом тісно пов'язаний індивідуальний стиль або ідіостиль — система змістовних і формальних лінгвістичних характеристик, властивих творам окремого автора. Він показує унікальність авторського способу мовного висловлення у творах.

## Мова
Мова складається з побудови речень, вибору слів і вираження стилю. Відповідно, ідіолект — це особисте використання цих аспектів. Кожна людина має унікальний ідіолект, на який впливають її мова, соціально-економічний статус та географічне розташування. Судова лінгвістика займається психологічним аналізом ідіолектів.
Поняття мови використовується як абстрактний опис використання мови та здібностей окремих мовців і слухачів. Згідно з цим поглядом мова — це «ансамбль ідіолектів... а не сутність як така». Лінгвісти вивчають конкретні мови, досліджуючи висловлювання, вироблені носіями мови.
Це контрастує з думкою нелінгвістів, принаймні у Сполучених Штатах, що мови як ідеальні системи існують поза реальною практикою користувачів мови: на основі досліджень, проведених у США, Ненсі Недзельскі та Денніс Престон описують мовну ідеологію, що, як видається, є поширеною серед американських носіїв англійської мови. За словами Недзельські та Престона, багато хто з їхніх піддослідних уважає, що існує одна «правильна» модель граматики та лексики, яка лежить в основі стандартної англійської мови, і що індивідуальне вживання походить від цієї зовнішньої системи.
Лінгвісти, які розуміють конкретні мови як сукупність унікальних, індивідуальних ідіолектів, повинні, однак, ураховувати той факт, що члени великих мовних спільнот і навіть носії різних діалектів однієї мови можуть розуміти одне одного. Здається, що всі люди продукують мову, по суті, однаково. Це призвело до пошуків універсальної граматики, а також до спроб подальшого визначення природи окремих мов.